# Helmut Scherer (Karnevalist)

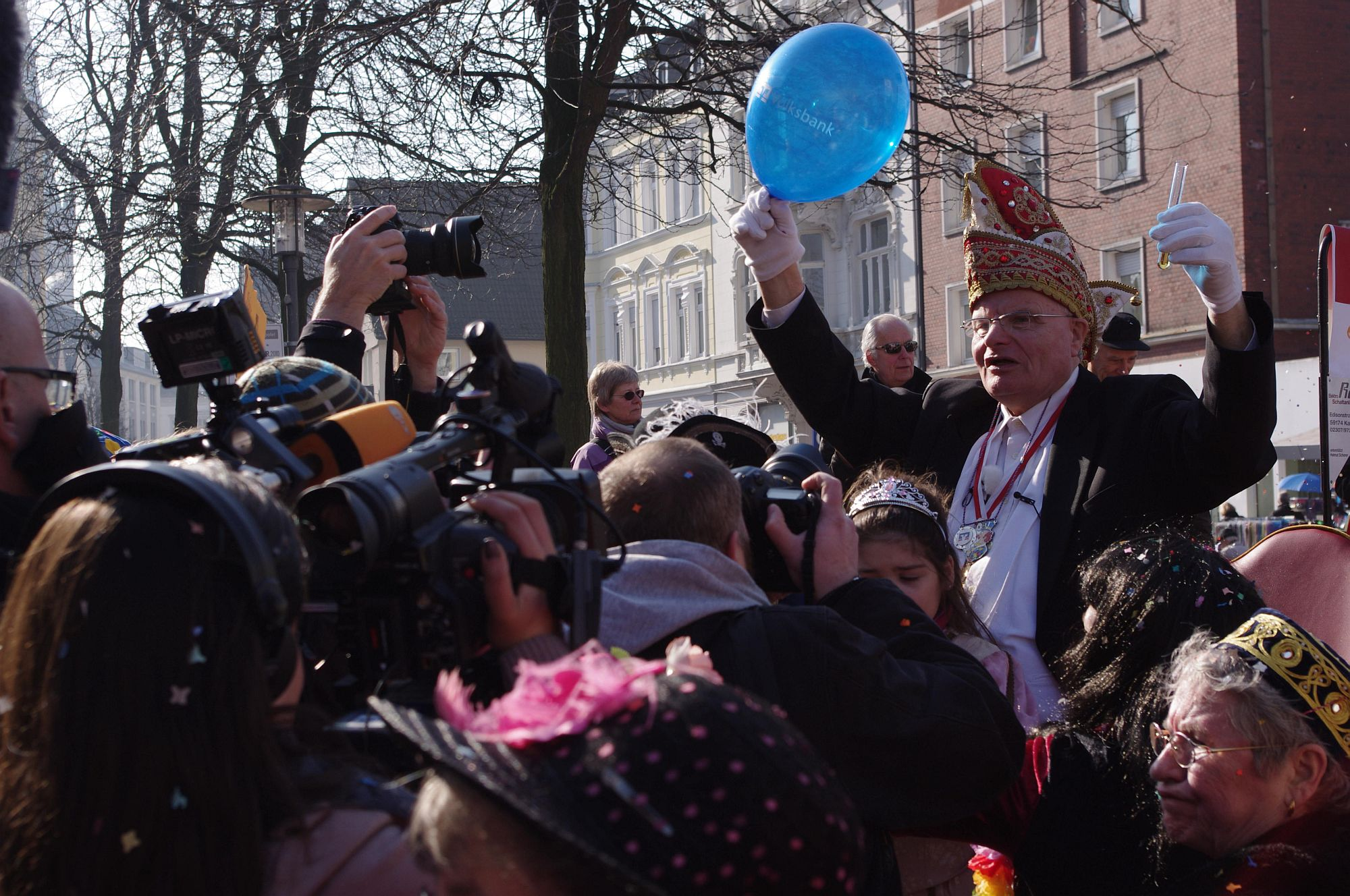
Helmut Scherer bei seinem Karnevalsumzug am 3. März 2011

Helmut Scherer (* 5. Dezember 1934 in Paderborn) ist ein deutscher Karnevalist. Er ist Bürger der Stadt Unna und Initiator des kleinsten Karnevalsumzugs der Welt.

## Leben
Der in Paderborn aufgewachsene Helmut Scherer kam am 10. November 1956 durch verwandtschaftliche Beziehungen nach Unna, wo er seit 1956 im Katharinenhospital arbeitete.
Beeindruckt vom Martinsumzug der Katharinenschule, den er bei seiner Ankunft am 10. November 1956 erlebte, initiierte er am folgenden Tag, dem 11. November (traditioneller Beginn der Karnevalssaison) den ersten Karnevalsumzug in Unna mit dem Thema Westfalenland mein Heimatland. Dabei schob Scherer einen Kinderwagen mit einer selbst angefertigten Puppe durch Unna. Obwohl dieser Umzug weitgehend unbeachtet blieb, initiierte Scherer auch 1957 an Weiberfastnacht einen Karnevalsumzug mit dem Thema Westfalenlied, mein Heimatlied. Bis zum Jahr 2011 folgten jährlich weitere Karnevalsumzüge Scherers durch Unna zu unterschiedlichen Themen. Dabei war der Bollerwagen der einzige Wagen des Umzugs, jedoch nahmen besonders ab den 1990er Jahren auch Gruppen von Schülern Unnaer Schulen sowie unterschiedliche Musikvereine an den Umzügen teil.
Am Rosenmontag 2006 war Scherer Ehrengast auf der Tribüne des WDR bei dem größten Karnevalsumzug Deutschlands in Köln. Im gleichen Jahr wirkte Scherer als Protagonist im Film Kleine Brötchen von Urs Spörri mit.
Am 29. September 2023 wurde Helmut Scherer das Historische Stadtsiegel für seine Verdienste um die Kreisstadt Unna verliehen.

## Karnevalsumzüge
Scherer nahm über die Initiierung des kleinsten Karnevalsumzuges hinaus mit seinen jährlich neu gestalteten Themenwagen auch an Karnevalszügen anderer Städte teil, unter anderem in Bergkamen, Münster und Düsseldorf.
Scherers Umzug folgte einer Route mit verschiedenen Stationen bei Geschäften, die seine Veranstaltung unterstützen. Dabei stürmte er auch das Rathaus der Stadt und die Veranstaltung stieß immer wieder auf breites und überregionales Medieninteresse.
In einem Beitrag über Scherer heißt es:

„Jedes Jahr zu Karneval berichten Zeitungen, Zeitschriften, Rundfunk- und Fernsehsender in Deutschland und in den Nachbarländern in Wort und Bild über den „kleinsten Karnevalszug der Welt“[…]. Ob „Spiegel“, „Stern“, „Zeit“ oder „Süddeutsche“ – ihm wurden große Reportagen gewidmet. Der eingefleischte Karnevalsjeck war bei Jürgen von der Lippe, Johannes B. Kerner und anderen Talkgrößen in der Show, wurde in Morgen- und Mittagsmagazinen interviewt. Sein Konterfei flimmert durch alle Wohnzimmer der Republik.“
Wiederholt war Scherer auch zu Gast in der Fernsehshow Das NRW-Duell des ebenso aus Unna stammenden Showmasters Bernd Stelter. Außerdem ernennt er jährlich zu Beginn der Karnevalssession Ordensritter des Humors. Zu den mittlerweile 32 Ordensrittern gehören Persönlichkeiten des öffentlichen Lebens der Stadt Unna, die sich hier besonders für die Entfaltung des Karnevals einsetzen.
An Weiberfastnacht 2011 verabschiedete sich Scherer als Initiator des kleinsten Karnevalsumzuges der Welt und beabsichtigte nun, nur noch an Karnevalsumzügen teilzunehmen, ohne maßgebliche Gestaltungen vorzunehmen.
Scherers Tradition wurde 2021 fortgeführt und fand auch 2022 trotz der Corona-Pandemie wieder statt
Der Überfall Russlands auf die Ukraine, welcher am 24. Februar 2022 (zufällig erneut Weiberfastnacht) begann, hatte nur insofern Auswirkungen, als Scherer, bereits 87, seinen Rundgang allein auf den kleinen Bereich am Krankenhaus beschränkte, um Außenstehenden (aus der Ukraine) nicht zu nahe zu treten.
2023 sah der Karnevalist Unna aus einer Fahrrad-Rikscha, statt den Bollerwagen zu verwenden.

## Fanclub
Durch die langjährige Verbindung zum Katharinenhospital bildete sich ein Fanclub Scherers, der von ehemaligen Zivildienstleistenden und Krankenpflegeschülern des Katharinen-Hospitals gegründet wurde. Scherer ist Präsident des Fanclubs, der 2011 111 Mitglieder zählte.